# Veendijk (Westerveld)
Veendijk is een buurtschap in de gemeente Westerveld, in de Nederlandse provincie Drenthe. Het ligt in het oostelijke verlengde van Nijeveen.
Het wordt ook wel een wegdorp genoemd omdat de kern geheel aan de gelijknamige weg is gelegen. Het valt onder Havelte, waarvan het ten zuidwesten is gelegen. Ook de bewoning aan de  Paardeweide even ten noorden van de kern wordt tot de buurschap Veendijk gerekend.
Veendijk is ontstaan in het tweede deel van de 18e eeuw, door de ontginningen vanuit Havelte maar de ontwikkeling van de plaats zelf kwam nog wat later opgang. In 1806 was er sprake van zes boerderijen in het gebied. Dat breidde daarna wel uit. In 1811 wordt de plaats vermeld als Venedyk, in 1840 als Venedijk en 1848 als Veenedijk. De plaatsnaam betekent dijk in het veengebied.
Ansen (deels) · Benderse (deels) · Boschoord · Boterveen · Busselte · Darp · De Monden (deels) · Diever · Dieverbrug · Doldersum · Dwingeloo · Eemster · Eursinge · Frederiksoord · Geeuwenbrug · Het Moer · Het Schier · Havelte · Havelterberg (deels) · Holtien · Holtinge · Holtland · Kalteren · Kraloo (deels) · Leggeloo · Lhee · Lheebroek · Molenstad · Nijensleek · Oldendiever · Oude Willem  (deels) · Uffelte · Veendijk · Veldhuizen · Vledder · Vledderveen · Wapse · Wapserveen · Wateren · Westeinde · Wilhelminaoord · Wittelte · Witteveen (deels) · Zorgvlied

Drenthe: Steden en dorpen      Nederland: Provincies · Gemeenten